# Iris nezahatiae
Iris nezahatiae är en irisväxtart som beskrevs av Adil Güner och Hayri Duman. Iris nezahatiae ingår i släktet irisar, och familjen irisväxter. Inga underarter finns listade i Catalogue of Life.